# Ciclofilina A
La ciclofilina A (CypA), també coneguda com a peptidil propil isomerasa A, EC 5.2.1.8, és un enzim que pertany a la família de les ciclofilines que, a la vegada, formen part de conjunt de les immunofilines. La CypA, ubicada a la zona citosòlica de la cèl·lula o secretada a l'espai intercel·lular, posseeix activitat enzimàtica de tipus peptidil prolil isomerasa com a funció principal, és a dir, s'encarrega d'isomeritzar els enllaços des de l'estat trans al cis de la prolina, la qual cosa facilita el plegament de proteïnes i, arran d'això, la definició de la seva estructura terciària.
La família de les ciclofilines isomerases peptidil prolil, entre elles, la CypA, és coneguda per ser el factor de connexió citosòlica primària del fàrmac immunosupressor de la ciclosporina (CsA), utilitzada per combatre el rebuig d'òrgans trasplantats.

## Tipologia
Com ja s'ha mencionat, la CypA pertany al conjunt de les ciclofilines que, al genoma humà, es poden distingir 17 com a identificades, de les quals, les més importants són: la CypA, la CypB, la CypC, la CypD, la CypE, la Cyp40 i la CypNK. Tanmateix, la CypA és la més abundant, doncs constitueix entre l'0,1 i el 0,6% del total de les proteïnes citosòliques.

## Funció
La ciclofilina A s'encarrega de catalitzar la interconversió dels isòmers cis i trans de prolina. Això dona, a la proteïna, la capacitat de plegar-se per poder, d'aquesta manera, definir una estructura i una funció concreta.
L'enllaç peptídic té un caràcter de doble enllaç parcial, i com a tots els dobles enllaços amb combinacions similars de les cadenes laterals, hi poden existir dos isòmers diferents, cis i trans. El menor estat energètic que presenta l'enllaç trans, les cadenes laterals del qual estan oposades en un angle de 180°, fa que aquest sigui més rendible en un context energètic, i es creu que els ribosomes que el sintetitzen ho fan en aquesta forma per tal causa. Però, moltes proteïnes que contenen prolina, en els enllaços previs a aquesta hi ha una conformació cis de manera espontània, amb les cadenes laterals adjacents l'una amb l'altre.
Tant al nou plegament de la proteïna, com als processos de replegament posteriors al pas a través de membrana es necessita una isomerització cap a cis. La isomerització espontània d'enllaços peptidil prolil requereixen energia lliure i són un procés molt lent, sobretot a baixes temperatures, el qual constitueix una limitació en la velocitat del plegament. La CyPa estabilitza la transició d'estat cis-trans i accelera la reacció d'isomerització, un procés realment important en el procés de plegament de proteïnes. 

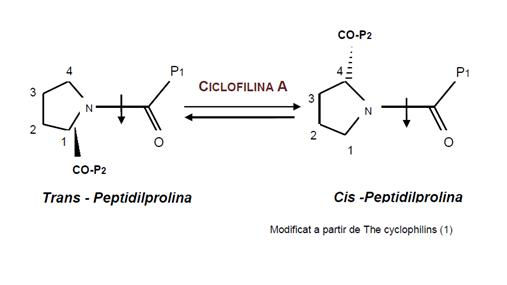
Esquema de la reacció d'isomerització del CyPA. Modificat a partir de

Les funcions citofisiològiques descrites són:
- Plegament de certes proteïnes.
- Tràfic de certes molecules entre compartiments cel·lulars.
- Estimular la secreció de mediadors proinflamatoris (regulació autocina/paracrina).
- Estimular la proliferació clonal i activació de limfòcits T.
- Actuar com factor quimiotàctic pel reclutament de leucòcits. [1] [2]

## Estructura
La CypA està formada en l'ésser humà per una cadena polipeptídica de 211 aminoàcids amb un pes molecular de 24172 kD. Presenta una estructura cristal·lina general en barril-beta, que consta de vuit cadenes beta antiparal·leles embolicades al voltant de la superfície del barril, i dues hèlixs alfa que el tanquen a la part superior i inferior d'aquest. A l'interior, set residus aromàtics i altres hidròfobs formen un nucli hidròfob compacte. Un bucle des de Lys-118 a His-126 i quatre cadenes beta (B3 – B6) constitueixen el centre actiu d'unió a la ciclosporina. 
| Seqüència d'aminoàcids CypA |                                                                   |
| --------------------------- | ----------------------------------------------------------------- |
| 0                           | MRLFLWNAVL TLFVTSLIGA LIPEPEVKIE VLQKPFICHR KTKGGDLMLV HYEGYLEKDG |
| 60                          | SLFHSTHKHN NGQPIWFTLG ILEALKGWDQ GLKGMCVGEK RKLIIPPALG YGKEGKGKIP |
| 120                         | PESTLIFNID LLEIRNGPRS HESFQEMDLN DDWKLSKDEV KAYLKKEFEK HGAVVNESHH |
| 180                         | DALVEDIFDK EDEDKDGFIS AREFTYKHDE L                                |

## Valor clínic
La ciclofilina A està relacionada amb moltes patologies inflamatòries donada la seva activitat quimiotàctica sobre els limfòcits i macròfags quan és secretada, així com l'estimulació de secreció de factors proinflamatoris per part de cèl·lules tissulars. A més té un paper clau en la transcripció de certs gens que codifiquen proteïnes activadores del sistema immunitari donant lloc al rebuig de trasplantaments.
- CypA sembla tenir un paper important en patologies cardiovasculars com l'ateroesclerosi, l'aneurisma abdominal d'aorta i el remodelatge vascular, ja que estimula la secreció d'espècies reactives d'oxigen (ROS) que promouen del dany endotelial. El seu paper quimiotàctic i la sobrexpressió de molècules d'adhesió en la superfície de les cèl·lules endotelials contribueixen al reclutament dels leucòcits. A més estimula directament el creixement de les cèl·lules de múscul llis vascular característic en certes patologies. CypA és una possible diana farmacològica per al tractament i prevenció de malalties cardiovasculars.
- S'ha descrit relació entre CypA i malalties cardíaques com cardiomegàlia, malaltia coronària i cardiopatia isquèmica. Existeix correlació entre la concentració de CypA i la gravetat de la malaltia coronaria (grau d'afectació anatòmica), així com hi ha diferències significatives en la concentració de CypA de les diferents cardiopaties isquèmiques. S'ha proposat la concentració de CypA com a marcador per a predir la gravetat de les síndromes coronàries agudes.
- CypA augmenta la replicació i la infectivitat de certs virus com HIV i HBV encara que no es coneixen exactament els mecanismes pels quals actua. És una diana potencial per al tractament d'aquestes malalties infeccioses com a teràpia antiviral.
- S'ha descrit sobreexpressió de CypA diversos processos patològics del càncer com proliferació cel·lular, regulació del cicle cel·lular, inhibició de l'apoptosi i metàstasi. La seva implicació en aquests processos el situa com a objectiu quimioteràpic en els tractaments de tumors malignes.
- CypA presenta implicacions en malalties neurodegeneratives com la malaltia d'Alzheimer i l'esclerosi lateral amiotròfica (ELA) contribuint directament a la patogènia.
- Altres malalties inflamatòries on s'ha trobat intervenció de CypA en la seva patogènia són l'artritis reumatoide, l'asma i la periodontitis. [5]

## Diana farmacològica
La ciclofilina A és la diana farmacològica de la ciclosporina A (CsA), un potent immunosupressor peptídic d'origen micòtic. L'acció immunosupressora ve donada per la unió de la ciclosporina A a la ciclofilina A formant un complex CypA-CsA amb capacitat d'unir-se a la calcineurina. La unió del complex a la calcineurina (fosfatasa) la inactiva, abolint la translocació a nucli del factor de transcripció NFAT (nuclear factor of activated T cells). D'aquesta manera queda inhibida la transcripció de gens que codifiquen la IL-2, IL-2Rα, INF-γ i IL-3 necessaris per a la proliferació clonal i l'activació dels limfòcits T. El descobriment de l'acció immunosupressora de la CsA el 1972 ha estat la pedra angular dels trasplantaments, perllongant la supervivència dels empelts i minimitzant l'impacte del rebuig al·logènic.  
En l'actualitat es desenvolupen nous fàrmacs que inhibeixen funcions específiques de CypA sense tenir efecte immunosupressor per al tractament de malalties en les quals està implicada. Són exemples d'inhibidors de ciclofilina A no-immunosupressors Alislporivir, NIM811 i SCY-635.